# 图标漫画
图标漫画，是漫威漫画旗下的出版商，目的是为了“一流”的创造者为漫威工作。著名漫畫有《特攻聯盟》、《金牌特務》。